# 크리스 레드필드

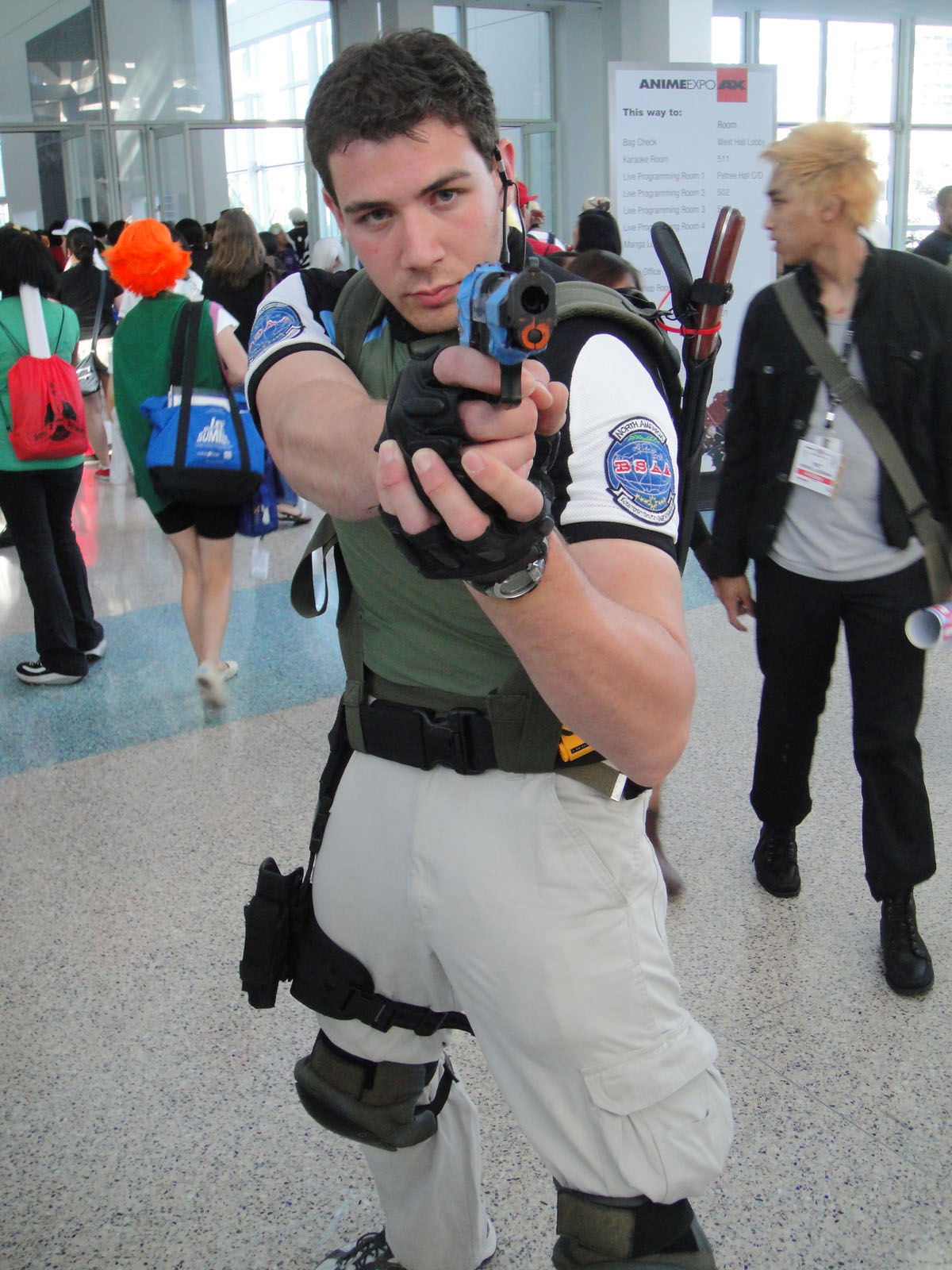

크리스 레드필드(Chris Redfield)는 캡콤의 게임 바이오하자드 시리즈에 등장하는 인물이다.

## 캐릭터
라쿤 시경 특수 부대 S.T.A.R.S. 알파 팀의 대원에서 포지션은 PM(포인트 맨)이다. 부모는 이미 죽었고, 가족은 여동생 클레어 레드필드가 있다. 정의감이 강하며, 육체도 강인하다. 관찰력과 통찰력을 겸비하는 팀의 에이스이며, 자신의 체력과 기술을 자랑으로 여긴다. 사격 솜씨도 팀 최고로 수많은 대회에서 우승했다. 또한 과거 공군에 소속되어 있어서, 전투기와 헬리콥터의 조종도 쉽게 해낸다. S.T.A.R.S.의 동료였던 배리 버튼과 공군 시절부터의 친구이며, 질 발렌타인과 포레스트 스페이어 모두 입대 이전부터 알던 사이이다. 운이 나쁜 것인지, 간단한 트랩에 걸리거나하는 모습을 가끔 볼 수 있다. 잠재적으로 T-바이러스에 대하여 완전한 항체를 가진다. 흡연자이고 "1"에서는 담배를 임무에 가지고 갔다. 오프닝과 엔딩(혼자 생존할 경우)에서 흡연 장면이 있다. 취미는 록 음악을 듣는 것이다. "2", "3"에 등장하는 S.T.A.R.S. 사무실 그의 책상 근처에 일렉트릭 기타가 놓여져 있는데, 기타를 칠 수 있는지는 불명이다. 정리는 잘 안하는지 "2", "3"의 주인공들의 코멘트에서 책상이 어질러져 있는 모습을 엿볼 수 있다. 많은 주인공이 있는 바이오하자드 시리즈 중에서도 가장 중심적인 주인공이다.